# De onverbiddelijke zoener
De onverbiddelijke zoener is een Nederlandstalig liedje van het Belgische collectief Lamp, Lazerus & Kris uit 1971.
Het nummer was de B-kant van de single De peulschil., daarnaast verscheen het liedje op het album Lamp, Lazerus & Kris uit hetzelfde jaar.
Op 2 maart 2007, tijdens de uitzending van "Zo is er maar één" rond het beste Nederlandstalige lied, coverde Mira het liedje.

## Meewerkende artiesten
- Producer:
  - Roland Verlooven
- Muzikanten:
  - Charlie Vandezande (Drums, wasbord)
  - Guido Van Hellemont (Gitaar, zang)
  - Harry Frékin (Bandoneon)
  - Jacques Albin (Contrabas, elektronisch orgel, percussie)
  - Jean-Luc Manderlier (Elektronisch orgel, klavecimbel)
  - Kris De Bruyne (Gitaar, zang)
  - Wim Bulens (Gitaar, zang)

## Trivia
- In het Kiekeboe-album Spoken in huis uit 1980 wordt er naar het nummer verwezen. In de strip noemt Konstantinopel Fanny's vriendje een "onverbiddelijke zoener".